# Atmosfera lui Jupiter

Straturile paralele cu ecuatorul pe planeta Jupiter în anul 2000

Atmosfera lui Jupiter este cea mai mare atmosferă planetară din Sistemul Solar. În principal, ea este alcătuită din molecule de hidrogen și heliu în cantități aproximative cu cele prezente în atmosfera Soarelui. Alți compuși chimici sunt prezenți în cantități mici și includ molecule de metan, amoniac, hidrogen sulfurat și apă. În ciuda faptelor că se crede că apa se află adânc în atmosfera lui Jupiter, în mod direct, ea se află în concentrații foarte mici.
Oxigenul, azotul, sulful și gazele rare ( Heliu, Neon, Argon, Kripton, Xenon, Radon)  se află în cantități mai mari decât pe Soare. Atmosfera lui Jupiter are o zonă marginală mai mică, iar apoi, treptat, stratul atmosferic ajunge la interiorul lichid al planetei. De la cel mai mic la cel mai înalt, straturile atmosferice sunt troposfera, stratosfera, termosfera și exosfera. Fiecare strat are gradientul său de temperatură. Cel mai mic și mai puțin înalt strat, troposfera, conține un sistem complicat de nori și ceață, cuprinzând amoniac, hidrosulfat de amoniu și apă. Cei mai înalți nori de amoniac vizibili de pe suprafața lui Jupiter sunt organizați în benzi paralele cu Ecuatorul, fiind legate de o zonă cu vânturi atmosferice puternice, cunoscute sub numele de jeturi. Benzile alternează în culori, astfel, cele închise sau negre la culoare sunt numite centuri, iar cele luminoase sau cu culori calde sunt numite zone. Deoarece sunt mai calde ca centurile, pe zone vânturile se mișcă ascendent, iar pe centuri, vânturile se mișcă descendent. Se crede că luminozitatea și culoarea zonelor provine de la amoniacul înghețat pe care acestea îl conțin, în timp ce cauza culorii negre a centurilor rămâne incertă. Originile structurii paralele și sub formă de bandă și a jeturilor nu este cunoscută, deși savanții au două ipoteze sau modele: modelul vad se referă la faptul că fenomenele de suprafață dau de gol posibilitatea unui interior stabil, în timp ce, în modelul adânc, benzile sunt pur și simplu manifestații ale circulației adânci în mantaua lui Jupiter a hidrogenului molecular, organizat într-un număr de cilindre.
Atmosfera joviană a planetei Jupiter este cauza unor fenomene active, printre care trebuie menționate instabilitatea benzilor, vârtejurile (cicloane și anticicloane), furtuni și fulgere. Vârtejurile se dezvoltă sub forma unor ovale de culoare roșie, albă sau maro. Cele mai mari pete sunt Marea Pată Roșie (MPR) și Ovalul BA , ce este roșu, de asemenea. Acestea două și multe alte pete de mărime mare sunt anticicloane. Anticicloanele mai mici tind să fie de culoare albă. Oamenii de știință cred că vârtejurile sunt structurate pe o adâncime relativ mică, de aproximativ câteva sute de kilometri. Localizat în emisfera sudică, Marea Pată Roșie este cel mai mare vârtej cunoscut din întreg Sistemul Solar. La mărimea extraordinară pe care o deține, Marea Pată Roșie poate măsura în diametru de câteva ori diametrul Pământului, și există în atmosfera planetei Jupiter de cel puțin 300 de ani. Ovalul BA, localizat la sudul Marii Pete Roșii, măsoară o treime din MPR și s-a format în anul 2000 în urma combinării a trei ovale albe.
Jupiter are furtuni puternice însoțite, de obicei, de descărcări luminoase. Furtunile sunt rezultatul convecției umede din atmosferă, combinată cu evaporarea și condensarea apei. Mișcarea acestora depinde de puterea ascendenței motorii a aerului, ce se sfârșește cu formarea norilor luminoși și denși. Furtunile se formează adesea în așa-zisele zone de centuri (prezentate mai sus). În plus, fulgerele de pe Jupiter sunt mult mai puternice și luminoase decât cele prezente pe Pământ; cu toate acestea, fulgerele create în urma unei activități reduse a furtunii se aseamănă cu cele de pe Pământ.

## Structura verticală

Structura verticală a atmosferei lui Jupiter.

Atmosfera lui Jupiter este împărțită în patru straturi orizontale:Troposfera, stratosfera, termosfera și exosfera. Spre deosebire de Terra, Jupiter se lipsește de ultimul strat numit mezosferă. Jupiter nu are o suprafață solidă, iar cel mai puțin înalt strat atmosferic, troposfera, face trecerea ușoară dintre atmosfera și fluidul planetei. Acesta este un rezultat al temperaturii și al presiunii ridicate, foarte mari peste temperatura critică a hidrogenului și a heliului, însemnând că aici nu este legătură dintre fazele gazoase și lichide. Hidrogenul devine un fluid superficial la o presiune de 12 bari.
De la limita inferioară a atmosferei, nivelul normal de presiune este de 10 bari, iar la  altitudine de 90 de km, presiunea este de 1 bar, iar temperatura normală de 340 Kelvin (aici începe troposfera). În literatura știițifico-fantastică, presiunea de 1 bar este aleasă ca fiind punctul zero pentru altitudine, adică pentru suprafața imaginară lui Jupiter. Ca și în cazul Pământului, cel mai înalt strat atmosferic, exosfera, nu are o limită superioară definită. Densitatea scade treptat până când acesta trece încet în mediul interplanetar, ce se află la aproximativ 5000 de km față de suprafață.
Variația temperaturii verticale în atmosfera joviană este similară cu cea din atmosfera pământeană. Temperatura troposferei descrește odată cu înălțimea, în timp ce aceasta atinge minimul la tropopauză , care este limita dintre troposferă și stratosferă. Pe Jupiter, tropopauza se află la aproximativ 50 de km deasupra norilor vizibili (sau nivelul de 1 bar), unde presiunea și temperatura sunt de aproximativ 0,1 bari și 110 Kelvin. În stratosferă, temperatura se ridică la aproximativ 200 de Kelvin la trecerea spre termosferă, la o altitudine de 320 km și la o presiune de 1 μbar. În termosferă, temperatura continuă să crească, eventual depășind 1000 Kelvin la aproximativ 1000 de km, unde presiunea este de 1 nbar. Troposfera lui Jupiter conține o structură complicată de nori. Cei mai înalți nori, localizați în zona de presiune de 0,6-0,9 bari, sunt făcuți din amoniac înghețat. Se crede că sub acești nori de amoniac înghețat există nori denși făcuți din hidrosulfură de amoniu și sulfură de amoniu (presiunea între 1 și 2 bari) și apă (între 3 și 7 bari). În acest loc nu există nori de metan, deoarece temperatura este prea mare pentru ca aceștia să se condenseze. Norii de apă formează cel ma dens strat de nori, iar aceștia au cea mai mare influență în dinamismul atmosferei joviene. Acesta este un rezultat al condensării fierbinți mari a apei și abundenței mari a apei în comparație cu amoniacul și hidrogenul sulfurat (oxigenul este mult mai abundent decât azotul sau sulful). Cețurile variate troposferice și stratosferice se află deasupra straturilor de nori principale. Acestea din urmă sunt formate prin condensarea hidrocarburilor grele policiclice (sau a hidrazinelor), care sunt generate în stratosfera înaltă (1-100μbar) de către metan sub influența radiațiilor ultraviolete solare (UV). Abundența metanului în stratosferă raportată la cea a hidrogenului molecular este de 10−4 , în timp ce abundența hidrocarburilor ușoare, ca etanul sau acetilena raportată tot la hidrogenul molecular este de doar 10−6.
Termosfera lui Jupiter se află la o presiune mai mică de 1 μbar și demonstrează fenomenele ca incandescența aerului, aurorele polare și emisiile de raze X. Înăuntrul acesteia are loc o creștere a densității electronilor și a ionilor, ce formează ionosfera. Cea mai mare temperatură dominantă în termosferă (800-1000 de Kelivn) nu a fost încă explicată de-a binelea , deși există modele ce prezic faptul că temperatura nu ar fi mai mare de 400 de Kelvin. Acestea pot fi cauzate de absorbția radiațiilor de înaltă energie venite de la Soare (UV sau raze X), prin încălzirea de la particulele încărcare ce precipită sin magnetosfera joviană, ori prin risipirea undelor propagate ascendent. Troposfera și exosfera de la poli și de la latitudinile mici emit raze X, ce au fost observate prima dată la Observatorul Einstein în 1983. Particulele energetice provin di magnetosfera lui Jupiter și creează aurore ovale ce înconjoară polii. Spre deosebire de analoagelor pământești, care apar doar în timpul furtunilor magnetice, aurorele jupiteriene sunt permanente în atmosfera plantei Jupiter..
Termosfera a fost primul loc extraterestru unde a fost descoperit cationul trihidrogen (H3+). Acești ioni se clasifică în partea mijlocie-infra-roșie a spectrului, cu o lungime de undă între 3 și 5 μm. Acesta este mecanismul principal de răcire a termosferei.

## Compoziția chimică
| Abundența elementelor raportat la hidrogen în Jupiter și Soare | Abundența elementelor raportat la hidrogen în Jupiter și Soare | Abundența elementelor raportat la hidrogen în Jupiter și Soare | Abundența elementelor raportat la hidrogen în Jupiter și Soare |
| -------------------------------------------------------------- | -------------------------------------------------------------- | -------------------------------------------------------------- | -------------------------------------------------------------- |
| Element                                                        | Soare                                                          | Jupiter/Soare                                                  |                                                                |
| He/H                                                           | 0.0975                                                         | 0.807 ± 0.02                                                   |                                                                |
| Ne/H                                                           | 1.23 × 10−4                                                    | 0.10 ± 0.01                                                    |                                                                |
| Ar/H                                                           | 3.62 × 10−6                                                    | 2.5 ± 0.5                                                      |                                                                |
| Kr/H                                                           | 1.61 × 10−9                                                    | 2.7 ± 0.5                                                      |                                                                |
| Xe/H                                                           | 1.68 × 10−10                                                   | 2.6 ± 0.5                                                      |                                                                |
| C/H                                                            | 3.62 × 10−4                                                    | 2.9 ± 0.5                                                      |                                                                |
| N/H                                                            | 1.12 × 10−4                                                    | 3.6 ± 0.5 (8 bar) 3.2 ± 1.4 (9–12 bar)                         |                                                                |
| O/H                                                            | 8.51 × 10−4                                                    | 0.033 ± 0.015 (12 bar) 0.19–0.58 (19 bar)                      |                                                                |
| P/H                                                            | 3.73 × 10−7                                                    | 0.82                                                           |                                                                |
| S/H                                                            | 1.62 × 10−5                                                    | 2.5 ± 0.15                                                     |                                                                |

| Raportul izotopic în Jupiter și Soare | Raportul izotopic în Jupiter și Soare | Raportul izotopic în Jupiter și Soare | Raportul izotopic în Jupiter și Soare |
| ------------------------------------- | ------------------------------------- | ------------------------------------- | ------------------------------------- |
| Raport                                | Soare                                 | Jupiter                               |                                       |
| 13C/12C                               | 0.011                                 | 0.0108 ± 0.0005                       |                                       |
| 15N/14N                               | <2.8 × 10−3                           | 2.3 ± 0.3 × 10−3 (0.08–2.8 bar)       |                                       |
| 36Ar/38Ar                             | 5.77 ± 0.08                           | 5.6 ± 0.25                            |                                       |
| 20Ne/22Ne                             | 13.81 ± 0.08                          | 13 ± 2                                |                                       |
| 3He/4He                               | 1.5 ± 0.3 × 10−4                      | 1.66 ± 0.05 × 10−4                    |                                       |
| D/H                                   | 3.0 ± 0.17 × 10−5                     | 2.25 ± 0.35 × 10−5                    |                                       |

Compoziția atmosferei lui Jupiter este similară cu cea a planetei. Atmosfera lui Jupiter este cea mai cuprinzător înțeleasă dintre cea a tuturor planetelor gigante, deoarece a fost studiată direct de proba atmosferică adusă de Galileo, luată în momentul intrării acestuia în atmosfera joviană pe 7 decembrie 1995. Alte surse de informații referitoare la compoziția atmosferică a lui Jupiter au fost preluate de la Observatorul Spațial Infraroșu (ISO) , de la sondele spațiale Galileo și Cassini  și din alte observații făcute pe Pământ .
Principalii constituenți ai atmosferei joviene sunt hidrogenul molecular (H2) și heliul.. Abundența heliului este de 0,157 ± 0,0036 raportat la hidrogenul molecular după numărul de molecule, și fracțiunea sa de masă este de 0,234 ± 0,005, care este ușor mai mică decât valoarea primordială a Sistemului Solar . Motivul pentru această abundență redusă nu este pe deplin înțeleasă, dar, fiind mai dens decât hidrogenul, heliul s-ar putea să se fi condensat în nucleul lui Jupiter. Atmosfera mai conține o varietate de mulți alți compuși simpli ca apa, metanul (CH4), hidrogenul sulfurat (H2S), amoniacul (NH3) și fosfina (PH3). Abundența acestora în adâncimea troposferei (sub 10 bari) indică faptul că atmosfera lui Jupiter este bogată în carbon, azot și posibil și în oxigen. Gazele nobile argon, krypton și xenon se află în cantități mari raportat cu cele prezente pe Soare, în timp ce neonul este rar. Alți compuși chimici prezenți sunt arsina (AsH3) și germana (GeH4)  Cel mai înalt strat atmosferic conține mici cantități de hidrocarburi ca etanul, acetilena și diacetilena, ce se formează de la metan sub influența radiațiilor ultraviolete și a particulelor încărcate provenite din magnetosfera lui Jupiter.. Se crede că dioxidul de carbon, monoxidul de carbon și apa din atmosfera superioară au rămas aici în urma unui impact cu o cometă, ca și Shoemaker-Levy 9. Este imposibil ca apa să provină sin troposferă deoarece tropopauza rece acționează ca o capcană, pur și simplu interzicând apei să iasă din stratosferă (Vezi mai sus) 
Măsurătorile făcute de către savanți și sondele spațiale au condus la îmbunătățirea cunoștințelor despre raportul izotopic din atmosfera joviană a lui Jupiter. Astfel, în iulie 2003, savanții au aproximat valoarea abundenței deuteriului în atmosfera respectivă la 2,25 ± 0,35 × 10−5 , ce reprezintă probabil valoarea primordială din nebuloasa protosolară ce a dat viață Sistemului Solar. Raportul dintre izotopii azotului în atmosfera joviană (15N la 14N) este de 2,3 × 10−3, adică cu o treime mai puțin decât în atmosfera Pământului (3,5 × 10−3) 

## Zone, curele și jeturi

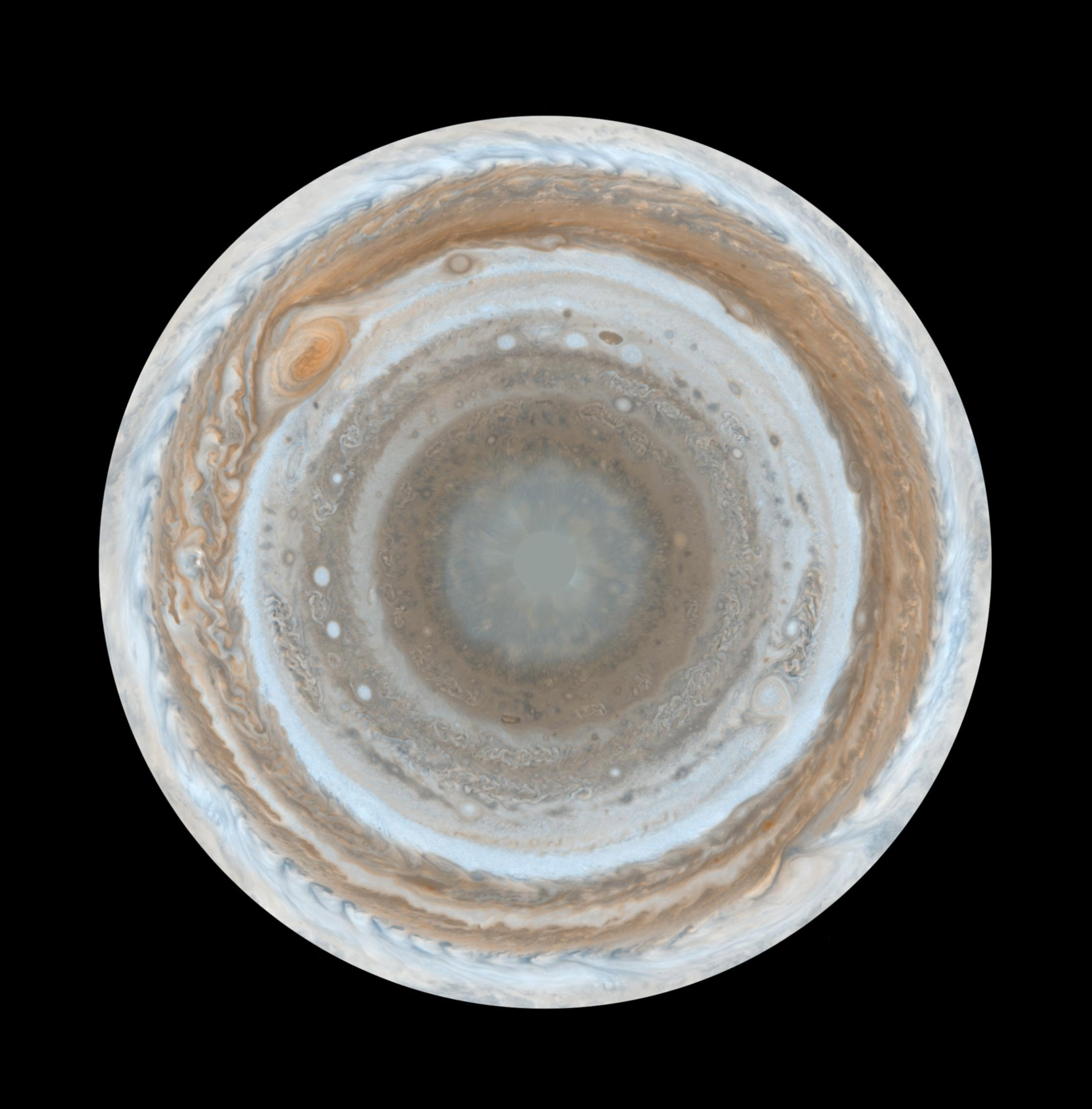
Cea mai detaliată hartă a lui Jupiter făcută vreodată, făcută de către Cassini

Suprafața vizibilă de pe Jupiter reprezentată în fotografie este împărțită într-un număr de benzi paralele cu Ecuatorul. Există două tipuri de benzi paralele: cele luminoase și colorate în culori calde se numesc zone, iar cele relativ negre se numesc centuri. Zona ecuatorială (ZE) este foarte largă și se extinde în latitudinea de 7°S și 7°N. Deasupra și dedesubtul zonei ecuatoriale se găsesc Centurile Ecuatoriale Sudice și Nordice (CES și CEN), ce se întind între 18°N și respectiv 18°S. Mai depărtat de Ecuator se găsește Zona Tropicală Sudică (ZTS) și Zona Tropicală Nordică (ZTN). Modelul alternativ al zonelor și al centurilor continuă până la regiunile polare la aproximativ 50 de grade latitudine, unde aspectul lor vizibil devine întunecos și închis.
Diferența dintre aspectul zonelor și aspectul centurilor este cauzată de diferența de opacitate și de întuneric dintre norii pe care acestea îi conțin. Concentrația de amoniac este mare în zone, și conduce la apariția norilor denși de amoniac înghețat ce se află la altitudini înalte. Acest fapt redă luminozitatea zonelor. Pe de altă parte, în centuri, norii sunt mai subțiri și sunt localizați la altitudini mai mici. De exemplu, troposfera înaltă este mai rece în zone și mai caldă în centuri. Nu se cunoaște natura exactă a compușilor chimic care fac zonele și centurile atmosferei joviene atât de colorate, dar aceștia ar putea fi compuși ai sulfului, ai fosforului sau ai carbonului.
Benzile joviene sunt legate de vânturile atmosferice numite jeturi. Jeturile de vest (retrograde) se găsesc în regiunea de tranziție dintre zone spre centuri, în timp ce jeturile de est (prograde) se găsesc la tranziția dintre centuri spre zone. Dacă am lua ca model viteza vânturilor, ne-am da seama că vânturile zonale cresc în centuri și descresc în zone, de la Ecuator spre poli. Prin urmare, curentul vântului în centuri este ciclonic, în timp ce curentul vântului în zone este anticiclonic. Zona ecuatorială este o excepție de la această regulă, prezentând un jet prograd ce are un minim local al vitezei vântului exact la ecuator. Viteza jeturilor este mare pe Jupiter, atingând valori mai mare de 100 m/s. Aceste viteze corespund cu norii de amoniac localizați în rangul de presiune 0,7-1 bari. Jeturile prograde sunt, în general, mult mai puternice decât jeturile retograde. Nu se cunosc date despre măsurile jeturilor verticale.
Originea structurii sub formă de benzi a lui Jupiter nu este cunoscută de-a dreptul, deși se crede că originea ar fi similară cu cea propusă de George Hadley (Celulele lui Headley). Cea mai simplă interpretare a ipotezei este că în zone se desfășoară curenți ascendenți, în timp ce în centuri se desfășoară descendent. Atunci când în aer au loc creșteri de amoniac, zonele se extind și se răcesc, formând nori denși și înalți. În centuri, însă, aerul coboară, se încălzește adiabatic, iar norii albi de amoniac de evaporă, devenind nori mai ușori și de culoarea neagră. Așezarea, lățimea și viteza jeturilor sunt remarcabil de stabile, astfel că, între anii 1980 și 2000, aspectul acestora nu s-a schimbat semnificativ. Însă, există și exemple de schimbări, cum ar fi descreșterea vitezei unui jet de est (unul dintre cei mai puternici), aflat la limita dintre Zona Tropicală Nordică și Centura Nordică Temperată la 23°N. Cu toate acestea, culoarea și viteza unor benzi se poate schimba regulat.

### Benzile specifice

TRADUCERE

Centurile și zonele ce divid atmosfera lui Jupiter se deosebesc prin caracteristici unice și fiecare au numele său propriu. Acestea încep de sub regiunile polare sudice și nordice, ce se extind de la poli cam 40–48° N/S. Aceste regiuni albastre-gri sunt adesea caracterizate.
Regiunea temperată nord-nordică (RTNN) prezintă mai multe detalii decât regiunile polare, datorită abundenței de caracteristici generale. Pe de altă parte, Centura Temperată Nord-Nordică (CTNN) este cea mai distinctă curea din nord, ce se pare că dispare ocazional. Însă, tulburările par să fie minore și de scurtă durată. Zona Temperată Nord-Nordică (ZTNN) este probabil mai proeminentă, dar, general vorbind, este inactivă. Alte centuri sau zone minore din apropiere sunt observate ocazional.
The North Temperate Region is part of a latitudinal region easily observable from Earth, and thus has a superb record of observation.[31] It also features the strongest prograde jet stream on the planet—a westerly current that forms the southern boundary of the North Temperate Belt (NTB).[31] The NTB fades roughly once a decade (this was the case during the Voyager encounters), making the North Temperate Zone (NTZ) apparently merge into the North Tropical Zone (NTropZ).[31] Other times, the NTZ is divided by a narrow belt into northern and southern components.[31]
The North Tropical Region is composed of the NTropZ and the North Equatorial Belt (NEB). The NTropZ is generally stable in coloration, changing in tint only in tandem with activity on the NTB's southern jet stream. Like the NTZ, it too is sometimes divided by a narrow band, the NTropB. On rare occasions, the southern NTropZ plays host to "Little Red Spots". As the name suggests, these are northern equivalents of the Great Red Spot. Unlike the GRS, they tend to occur in pairs and are always short-lived, lasting a year on average; one was present during the Pioneer 10 encounter.[32]